# Gerty Dambury
Gerty Dambury, née le 27 février 1957 à Pointe-à-Pitre, en Guadeloupe, est une dramaturge, metteuse en scène, romancière et poétesse française.
Son œuvre couvre divers champs : théâtre, nouvelles, poésie, roman.

## Biographie
Gerty Dambury naît le 27 février 1957 à Pointe-à-Pitre (Guadeloupe).
Elle est la dernière des huit enfants de Pierre Dambury, exerçant, entre autres, le métier de tailleur , et son épouse née Chaville-Budon, vendeuse dans un magasin de tissus de Pointe-à-Pitre[réf. nécessaire].
Elle montre très vite des aptitudes au dire poétique et théâtral. La famille vit à Pointe-à-Pitre jusqu'aux années 1970, puis quitte la Guadeloupe pour la région parisienne.
Gerty Dambury termine  ses études secondaires, de 1971 à 1974 au Lycée Jean-Jaurès à Montreuil et entame des études d'anglais et d'arabe à l'université Paris-VIII, à Vincennes (1974-1978),.
Elle suit les cours de Pierre Dommergues, Noëlle Batt, Jean Gattégno, Dominique Jean, Paul Oren, Jo Arditti - ces derniers devenant des amis proches. Elle étudie également l'économie politique, tout en militant dans des groupes de femmes, dans cette période où le mouvement des femmes est particulièrement actif et productif.
Elle est membre de la Coordination des Femmes noires.
Elle a deux enfants, Leila et Jalil Leclaire, nés en 1983 et 1984, qu'elle élève seule en Guadeloupe[réf. nécessaire].
En 1998, elle revient vivre à Paris en 1998 et réside à Montreuil.
Le Centre National du Livre (CNL) lui permet de faire deux résidences d’écriture, à Limoges (1992) et à la Chartreuse de Villeneuve-les-Avignons où elle est chargée du dossier « L’Espace qui nous habite » de la revue Les Cahiers de Prospero,.
En 2012, elle publie son premier roman, Les rétifs qui raconte, à travers les yeux d'une enfant les événements violents de mai 1967 en Guadeloupe.
La même année, Gerty Dambury conçoit un concept théâtral, Le Séna, qui favorise l'échange entre comédiens et spectateurs dans une grande proximité, à partir de textes de la littérature caribéenne.
Elle est également poète et nouvelliste et traduit les poèmes d’Audre Lorde, The Black Unicorn en  2021, ainsi que, en 2024, le recueil de textes inédits en français I Am Your Sister, publié à l'occasion des 40 ans des Editions Mamamelis.
Militante afro-féministe, elle est active au sein du collectif Décoloniser les Arts dont elle est l’une des fondatrices en 2015.
Le rêve de William Alexander Brownî a remporté en 2015 le prix Carbet de la Littérature et du Tout-Monde. Sa dernière pièce La radio des bonnes nouvelles, qui redonne la parole à des figures féminines méconnues ou oubliées, a été créée en mai 2018 à la Guadeloupe.

## Prises de position

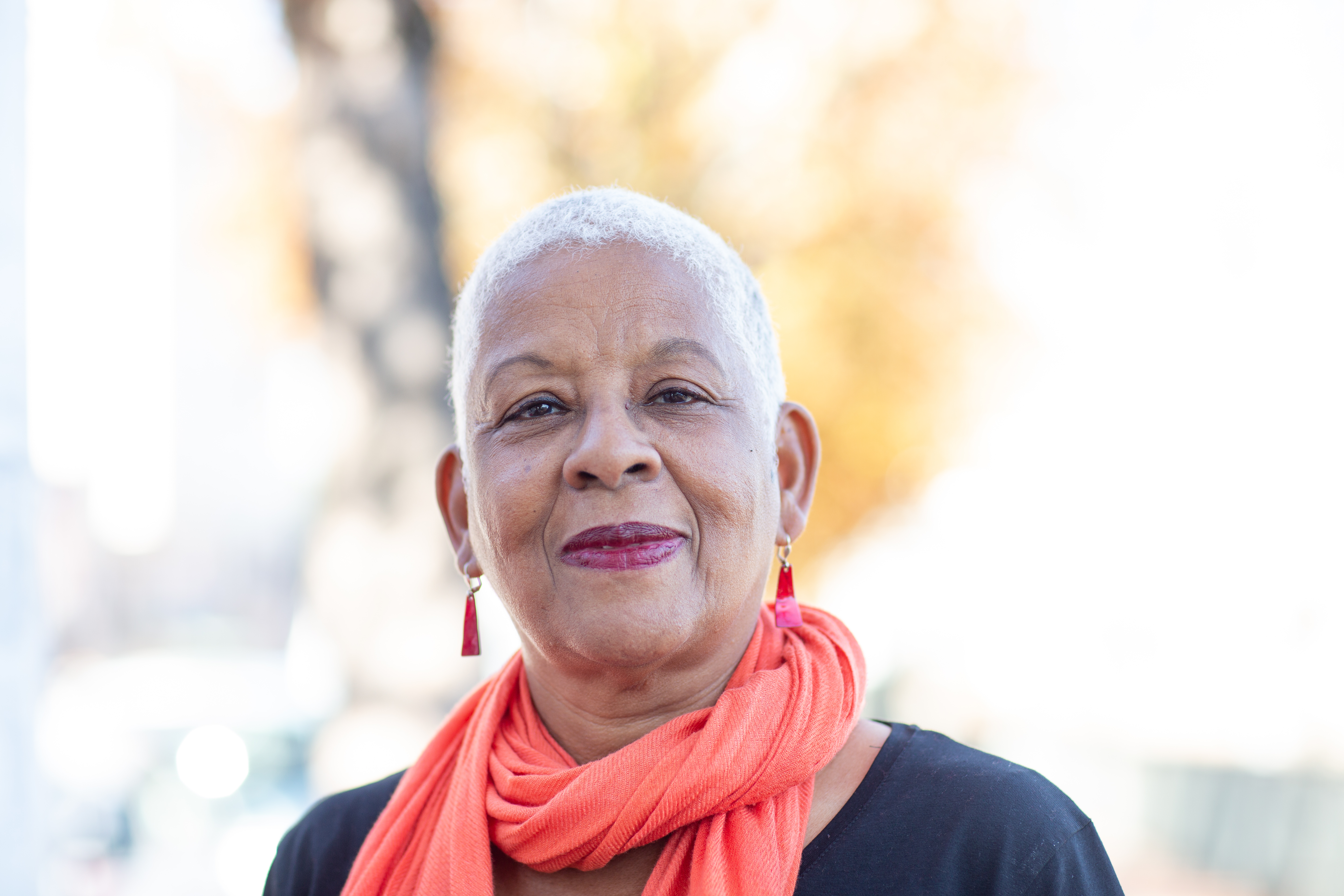
Gerty Dambury au Gerty Dambury en 2018 au festival des Zébrures à Limoges.

Gerty Dambury fait partie de la MAFED (Marche des Femmes pour la Dignité), « collectif autonome composé exclusivement des femmes subissant le racisme d’État », proche du Parti des Indigènes de la République.
Elle est également, avec Françoise Vergès, Eva Doumbia et David Bobée, membre de l'association d'artistes Décoloniser les arts, qui défend une vision « décoloniale » de la scène contemporaine et s'engage dans sa charte à lutter « contre les discriminations ethniques dans le spectacle vivant et les arts, ».

À l'occasion des Journées de la diversité organisées du 11 au 13 octobre 2016 par le Centre Dramatique National de Normandie-Rouen, dirigé par David Bobée, Gerty Dambury participe au nom de ce collectif, avec Fabienne Pourtein et Leïla Cukierman, à une table ronde sur la question des discriminations racistes et prononce un discours basé sur le rapport du 12 juillet 2016, du professeur à l'université Paris-Est-Marne-La-Vallée Yannick L'Horty, d'une étude commandée par le Premier ministre au sujet des discriminations à l'embauche dans la fonction publique. Face à ces résultats, elle préconise une démarche active de nomination de personnes des catégories discriminées, s'interroge sur le contenu de la notion de « culture française » et interpelle l'auditoire ainsi :
Or, comment l'administration culturelle est-elle structurée, par qui et selon quelle vision de ce qu'est la culture française et du rayonnement nécessaire de cette culture sur le reste du monde, vision liée à celle de la fameuse « exception culturelle » ? Qu'attend-on du candidat à la « culture française » ? Quelle image doit-il véhiculer de la France ? Que veut-on donner à voir et à lire de soi, de son histoire, de sa relation avec l'autre en soi, l'étranger ? Quel récit colonial perdure dans l’imaginaire des responsables de la culture en France ? Comment se défaire de ce récit colonial ? Qu'attend-on de l'artiste d'origine étrangère afin qu’il soit adoubé par l'institution ?
Dans les années 2010, Décoloniser les arts s'insurge contre la réouverture du Bal Nègre, cabaret dansant des Années folles racheté et réhabilité par l'entrepreneur Guillaume Cornut, relève les approximations historiques de l'exposition « The Color line » au Musée du Quai Branly, reproche au jury des Molières 2016 d'avoir sélectionné exclusivement des artistes blancs à une seule exception sur 86 artistes, et lance un appel contre la fermeture de l'espace culturel du Tarmac dans le 20e arrondissement de Paris.
Cette vision est critiquée par l'universitaire Isabelle Barbéris comme étant ethnodifférencialiste, racialiste et représentative de l'institutionnalisation, au sein du monde la culture publique, de l'indigénisme (idéologie qui serait véhiculée par les Indigènes de la République). Celle-ci interprète la finalité des actions de cette association comme tel : « Lorsque ce racialisme d’État se sera banalisé, (...) nous aurons vraisemblablement basculé pour de bon dans une culture raciste. Une culture raciste qui se sera imposée au nom de l’antiracisme ».
Dans une perspective féministe, le 6 mai 2018, Gerty Dambury participe à la première édition du festival Fraîches Women, avec pour marraine Leïla Sy, à Montreuil-sous-Bois. Puis, en juillet 2018, invitée par David Bobée à participer à son feuilleton théâtral parodique Mesdames, Messieurs et le reste du monde dans le jardin Ceccano au Festival Off d'Avignon, elle prend la parole avant la dramaturge Carole Thibaut. Elle y dénonce un « inconscient collectif raciste » et l'exclusion des personnes « racisées » sur les scènes du festival et plus largement dans le monde du spectacle vivant en France, particulièrement dans les postes de décision et de programmation.
Fin septembre 2018, à l'espace d'échange parisien La Colonie fondé par Kader Attia, elle participe au lancement de l'ouvrage Décolonisons les arts !, publié aux éditions théâtrales de L'Arche. Ce recueil, que Gerty Dambury a codirigé avec Françoise Vergès et Leïla Cukierman, se présente comme un « manifeste artistique et politique » et rassemble de courts essais sur l'expérience personnelle du racisme et les idées d'amélioration de la représentativité de la diversité de la population dans les arts français de dix-huit artistes de la scène et de l'audiovisuel d'origines, de disciplines et de styles différents, dont Amandine Gay, Rébecca Chaillon, D' de Kabal, Daïa Durimel et Pascale Obolo. France TV Info relaie ce « plaidoyer anti-raciste et anti-discriminatoire » proposant des solutions concrètes.

## Distinctions

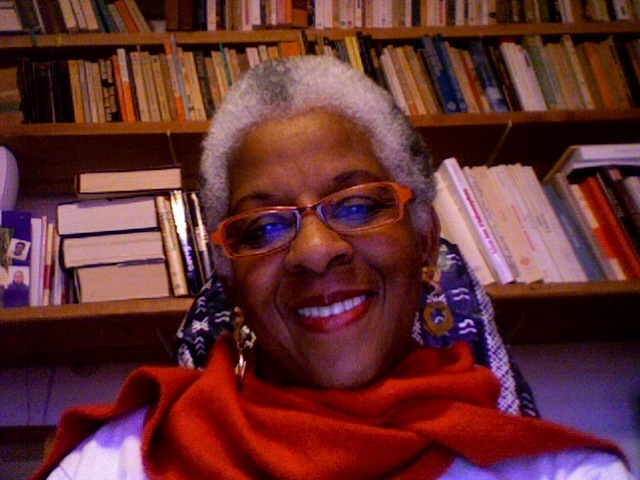
Gerty Dambury

Sa pièce Trames a reçu le prix SACD de la dramaturgie de langue française en 2008 et a été montée au théâtre du Musée Dapper en novembre 2008,.
L'édition 2010 du Prix Carbet lui a décerné une mention spéciale pour la qualité de l’ensemble de son œuvre.
Son essai sur l’histoire du premier théâtre ouvert par des Noirs à New York en 1821, Le rêve de William Alexander Brownî a remporté en 2015 le prix Carbet de la Littérature et du Tout-Monde.
Sa dernière pièce La radio des bonnes nouvelles, qui redonne la parole à des figures féminines méconnues ou oubliées, a été créée en mai 2018 à la Guadeloupe.

## Publications

### Théâtre
- Carfax, Création au Centre des Arts de Pointe-à-Pitre, 1986[26]
- Fyel  (Mise en scène : José Exelis), Création au CGOS de Guadeloupe, 1986[26]
- Bâton Maréchal ou An Tan Sorin, Création au Centre des Arts de Pointe-à-Pitre, 1987[26]
- Rabordaille, éditions Théâtre ouverture, 1989 (OCLC 29194520)
- Lettres indiennes, Editions Lansman (réimpr. 2009 (Les éditions du Manguier)) (1re éd. 1993) (OCLC 32045209)
- Madjaka ou la fin du bal  (Mise en scène : Evelyne Guillaume), Création à Basse-Terre, 1996[26]
- Survols. In : Démocratie mosaïque 1, Carnières, Belgique : Lansman, 1996 (OCLC 757446689)
- Camille et Justine, CRELIQ et Société québécoise d'études théâtrales = (réimpr. 2006 (RivartiCollections, New-York)) (1re éd. 2000) (OCLC 751631171)
- Confusion d'instants  (Pièce créée dans le cadre du Festival des Abymes en 2003), Les éditions du Manguier, 2009 (OCLC 835191642)
- Carêmes : suivi de Lui, Hutu, elle Tutsie ; et de Des mots qui chatouillent, Les éditions du Manguier, 2010 (OCLC 713650708)
- Enfouissements, Les éditions du Manguier, 2010 (OCLC 713649206)
- Trames, Les éditions du Manguier, 2012 (OCLC 800553146)

### Romans
- Les rétifs, Les éditions du Manguier, 2012 (OCLC 814508951)
- La Sérénade à Poinsettia, Les éditions du Manguier, 2016 (OCLC 978-2-918565-21-5)

### Poésie
- Rassemblement, in L'humeur du monde, éditions Revue Noire, Paris, 1993[26]
- Fureur enclose, Coulonges-les-Sablons : la Flèche du temps, 1999 (OCLC 467959609)
- Effervescences, Les éditions du Manguier, 2010 (OCLC 815520678)

### Nouvelles
- Maryse Condé, Lise Gauvin, Nouvelles d'Amérique : nouvelles, Montréal (Québec) : L'Hexagone, 1998 (OCLC 40300814), « Ruptures de Gerty Dambury »
- Mélancolie, Coulonges-les-Sablons : la Flèche du temps (réimpr. 2009 (Les éditions du Manguier)) (1re éd. 1999) (OCLC 468217538)

### Jeunesse
- Gerty Dambury, La musique créole:Tino le lamantin, Gallimard Jeunesse Musique, 2013, 36 p. (ISBN 9782070652051, OCLC 896990272)[27]

### Livres de tourisme
- Claude Bernabé ; Margareth Cartier ; Gerty Dambury (préf. Gerty Dambury : Aimé Césaire), Antilles, Larousse, 2001 (OCLC 45755761)

### Essais
- Gerty Dambury ; Robert Radford (préf. Gerty Dambury), Radford, Fragments, coll. « Passions d'ailleurs », 2000 (OCLC 51770082)
- Le rêve de William Alexander Brown, Les éditions du Manguier, 2015 (OCLC 978-2-918565-17-8)
- Décolonisons les arts !, dirigé par Gerty Dambury, Leïla Cukierman et Françoise Vergès, L'Arche Éditeur, septembre 2018  (ISBN 978-2-85181-945-1)

### Divers
- « Les littératures africaines d'expression française », in Clartés, fascicule no 5, 1999, p. 1-10
- Terre-plein, in La Traductière, no 24, Paris, 2006
- Cris, Voyages, in Osiris no 62, Old Deerfiels, Massachusetts, 2006
- Retrait, in La Traductière, no 25, Paris, 2007
- Surprise, Sans desseins, Ô les cyprès, L'homme qui attend, in Osiris, no 67, Old Deerfield, Massachusetts, 2008

## Distinction
- 2008 : Prix SACD de la dramaturgie en langue française [28],
- 2011 : Mention spéciale du Prix Carbet pour l'ensemble de son œuvre en [29].
- 2015 : Prix Carbet de la Caraïbe et du Tout-Monde pour son ouvrage Le rêve de William Alexander Brown